# Sina (China)
Sina ist ein immer wieder benutzter Name für China, der sich historisch aus der lateinischen bzw. altgriechischen Sprache herleitet. Im Deutschland des 18. Jahrhunderts (um 1700) war der Begriff Sina die gebräuchliche Bezeichnung für China.

## Etymologie
Zur Entstehung des Namens Sina gibt es verschiedene Theorien.
Während die Chinesen ihr eigenes Land „Zhongguo“ (chinesisch 中國 / 中国, Pinyin Zhōngguó, Jyutping Zung1gwok3), nennen, wird es in der übrigen Welt beinahe überall als China oder Sina bezeichnet. Der moderne Begriff China existiert so in keiner historischen chinesischen Quelle und ist nicht-chinesischen Ursprungs.
Das Wort China leitet sich wahrscheinlich von dem alten chinesischen Wort Qin (historische Schreibung Chin, 秦,  Qín,  Ch’in, Jyutping Ceon4, Pe̍h-ōe-jī Tsîn) ab, dem Namen des chinesischen Fürstentums (später „Königreich“ bzw. „Staat“ 秦國 / 秦国,  Qínguó), 778–207 v. Chr., aus dem die Qin-Dynastie (221–207 v. Chr.) hervorging. Nach jahrelangen Eroberungskriegen unter dem König der Qin wurden die verschiedenen Königreiche des heutigen Chinas 221 v. Chr. geeint und zu einem Kaiserreich.
Seit dieser Zeit ist der Name Qin vermutlich auf Umwegen entlang der Seidenstraße bis nach Europa gelangt. Der Buchstabe „Q“, der in der amtlichen Pinyin-Umschrift benutzt wird, wird im chinesischen ungefähr wie „tch“ ausgesprochen, mit einem weichen „ch“ und einem harten „t“-Anlaut.

## Geschichtlich
- Sinae, lateinischer Name für China
- Chin oder Sina[6] (chinesisch 支那, Pinyin zhīnà, W.-G. tze-na, Jyutping zi1na4)[7][8][9] alte chinesische Form des altindischen Namens cīna (Sanskrit चीन)
- Shina[6] (japanisch 支那, Hiragana しな[6], Katakana シナ shina)[10][11], altes japanisches Lehnwort aus dem Sanskrit für China.

Der Name Sina wird auch als Begründung gewählt, dass die unklare Ortsangabe „Sinim“ in Jesaja 49,12 besonders gerne als China gedeutet wird.

## In sprachlichen Begriffen
- Sina Corporation – ein Internetunternehmen aus China
- „Das Land der Sinim“ in Jesaja 49,12 wird unter anderem als das Land der Chinesen gedeutet.
- Apfelsine – Der Apfel aus China, auf Niederländisch Sinaasappel.
- Sino – als Wortbestandteil beispielsweise in sino-japanische Lesung, Sino-amerikanische Beziehung, Sinoamerikaner.
- Sinologie – ein Fachgebiet der Sprach- und Kulturwissenschaften
- Sinopec – Name eines chinesischen Ölkonzerns